# Quatre dans une jeep
Pour plus de détails, voir Fiche technique et Distribution.
Quatre dans une jeep (Die Vier im Jeep) est un film suisse réalisé par Leopold Lindtberg et Elizabeth Montagu, sorti en 1951.

## Synopsis
L'histoire se situe durant l'occupation de l'Autriche après la Seconde Guerre mondiale où une patrouille de police militaire composée d'un militaire de chaque pays occupant (URSS, États-Unis, France, Royaume-Uni) circule dans Vienne.

## Fiche technique
- Titre : Quatre dans une jeep
- Titre original : Die Vier im Jeep
- Réalisation : Leopold Lindtberg et Elizabeth Montagu
- Scénario : William Harding, Richard Schweizer, William Michael Treichlinger et Hans Sahl
- Production : Lazar Wechsler
- Musique : Robert Blum
- Photographie : Emil Berna
- Montage : Hermann Haller
- Pays de production : Suisse
- Format : Noir et blanc - 1,37:1 - Mono
- Genre : Drame
- Date de sortie : 1951
- Affiche : René Péron (France)

## Distribution
- Ralph Meeker : Sergent William Long
- Viveca Lindfors : Franziska Idinger
- Yossi Yadin : Sergent Vassilij Voroshenko
- Michael Medwin : Sergent Harry Stuart
- Albert Dinan : Sergent Marcel Pasture
- Paulette Dubost : Germaine Pasture

## Distinctions
- Ours d'or au festival de Berlin.
- Sélection officielle au Festival de Cannes 1951[1].